# Santa Vitória (Beja)
Pour les articles homonymes, voir Santa Vitória.
Santa Vitória est une ancienne paroisse civile portugaise (en portugais : freguesia) de la municipalité de Beja dans le district du même nom en Alentejo.
La loi no 11-A/2013 du 28 janvier 2013, portant réorganisation administrative du territoire des freguesias, fusionne Santa Vitória avec la paroisse voisine de Mombeja pour former l’União das freguesias de Santa Vitória e Mombeja (dont le siège est à Santa Vitória).